# Mundur codzienny wz. 1919
Mundur codzienny wz. 1919 – odmiana munduru polowego Wojska Polskiego II RP.
Przepis Ubioru Polowego Wojsk Polskich z roku 1919 ustalał: „aż do czasu wprowadzenia ubioru wielkiego (służbowego), względnie paradnego, ubiór polowy może być stosowany jako ubiór bojowy, garnizonowy, służbowy, salonowy i codzienny”.

## Zastosowanie
Ubiór codzienny stosowano:
- we wszystkich wypadkach życia codziennego
- podczas zajęć biurowych
- gdy nie był wskazany inny strój

## Elementy umundurowania
Oficerowie:
- kurtka
- sznury naramienne – generałowie i oficerowie  sztabu generalnego, adiutanci wszelkich dowództw i żandarmeria.
- spodnie długie ze strzemiączkami lub krótkie według uznania żołnierza
- trzewiki sznurowane, względnie gładkie
- owijacze – mogli je nosić także wszyscy oficerowie
- sztylpy, względnie buty długie - dla wszystkich oficerów
- ostrogi przypinane lub przybijane obowiązują, komu się należały[a]
- oficerski pas połowy - nie obowiązywał
- rapcie, względnie żabka do szabli lub bagnetu - rapcie pod mundurem, względnie żabka na pasie polowym.
- szabla, względnie bagnet[b] – szabla na rapciach lub na żabce[c]
- temblak oficerski
- czapka
- furażerka – dozwolona tylko w podróży w wagonach kolejowych
- rękawiczki brązowe – nie obowiązywały
- płaszcz polowy  - w rękawy lub bez płaszcza; dozwolony pas z tego samego materiału. Przy noszeniu bagnetu pas obowiązkowo na płaszczu.
- płaszcz od deszczu - na kurtce, względnie na płaszczu polowym, włożonym w rękawy.

Szeregowi:
- kurtka i spodnie
- płaszcz dowolnie w rękawy lub bez płaszcza
- furażerka –  przy ćwiczeniach gimnastycznych oraz robotach w koszarach, stajniach i warsztatach; w podróży dozwolona tylko w wagonie kolejowym
- ostrogi przypinane - komu się należą
- pas główny z żabką przy płaszczu włożonym w rękawy  – zawsze na płaszczu [e]
- szabla lub bagnet - szabla komu się należy, na rapciach